# Маг (Румунія)
Маг (рум. Mag) — село у повіті Сібіу в Румунії. Адміністративно підпорядковане місту Селіште.
Село розташоване на відстані 227 км на північний захід від Бухареста, 14 км на захід від Сібіу, 109 км на південь від Клуж-Напоки, 129 км на захід від Брашова.

## Населення
За даними перепису населення 2002 року у селі проживали 439 осіб. Рідною мовою 436 осіб (99,3%) назвали румунську.
Національний склад населення села:
| Національність | Кількість осіб | Відсоток |
| -------------- | -------------- | -------- |
| цигани         | 277            | 63,1%    |
| румуни         | 159            | 36,2%    |